# Bodoquena
Bodoquena là một đô thị thuộc bang Mato Grosso do Sul, Brasil. Đô thị này có diện tích 2507,244 km², dân số năm 2007 là 8201 người, mật độ 3,27 người/km².